# Ibéria Interior
Ibéria Interior (em georgiano: შიდა ქართლი; romaniz.: Shida Kartli) é uma região (Mkhare) da Geórgia. É composta pelos seguintes distritos: Gori, Kaspi, Kareli, Java e Khashuri.
A zona norte da região, nomeadamente Java, e os territórios setentrionais de Kareli e Gori, (área total de 1393 km²) são controlados pelas autoridades da autoproclamada república da Ossétia do Sul desde 1992.